# Néos Kósmos (métro d'Athènes)
Pour les articles homonymes, voir Néos Kósmos.
Néos Kósmos (grec moderne : Νέος Κόσμος), est une station de métro grecque de la ligne 2 (ligne rouge) du métro d'Athènes, située à Néos Kósmos (Athènes) quartier de la ville d'Athènes, capitale de la Grèce.
Elle est mise en service en 2000, lors de l'ouverture du tronçon de Sýntagma à Dáfni.

## Situation ferroviaire
Établie en souterrain, la station de Néos Kósmos est située sur la ligne 2 du métro d'Athènes, entre les stations de Syngroú-Fix et d'Ágios Ioánnis.

## Histoire
La station Néos Kósmos est mise en service le 16 novembre 2000 lors de l'inauguration du tronçon de la ligne 2 entre Sýntagma et Dáfni, dix mois après l'ouverture de la première section de la ligne. Construite suivant le plan général des stations de la ligne, elle est établie à 18 mètres sous le niveau du sol, avec deux voies encadrées par deux quais latéraux.

## Service des voyageurs

### Accueil
La station dispose de deux accès, au croisement des rues Kasomouli et Pissa et des rues Kasomouli et Elia Eliou. Ils permettent d'accéder au niveau où se situe la billetterie, le service clients et les accès aux deux quais latéraux situés plus bas.

### Desserte
Néos Kósmos est desservie par toutes les circulations de la ligne. Quotidiennement, le premier départ est à 5 h 41, en direction d'Ellinikó, et à 5 h 34, en direction Anthoúpoli, le dernier départ est à 0 h 24, en direction d'Ellinikó et à 0 h 12 en direction d'Anthoúpoli (les samedis et dimanches le dernier départ est à 2 h 24 pour Ellinikó et à 2 h 12 pour Anthoúpoli).

### Intermodalité
La station du métro permet des échanges avec la station homonyme des lignes T4 et T5 du tramway d'Athènes.
Près des accès l'on trouve également des arrêts de bus (ligne 202).